# استفان بیاکولو
استفان بیاکولو (انگلیسی: Stéphane Biakolo؛ زادهٔ ۸ مارس ۱۹۸۲) بازیکن فوتبال اهل فرانسه است.
از باشگاه‌هایی که در آن بازی کرده‌است می‌توان به باشگاه فوتبال اینتر میلان، باشگاه فوتبال لو آور، باشگاه فوتبال آنژه، باشگاه ورزشی مون‌پلیه، و باشگاه فوتبال رویال شارلوا اشاره کرد.